# Виктор Кернбах
Виктор Кернбах (на румънски: Victor Kernbach) е румънски изследовател на митологията и палеоастронавтиката, журналист, преводач, поет и писател на произведения в жанра научна фантастика и документалистика.

## Биография и творчество
Виктор Кернбах е роден на 14 октомври 1923 г. в Кишинев, Молдова, в семейството на Ейген Кербах и Тамара Онила. По бащина линия е свързан с румънския философ Василе Конта. След присъединяването на Бесарабия към Съветския съюз през 1940 г. семейство Кернбах се премества в Букурещ. Завършва средното си образование в Кишинев и Букурещ. Започва да пише стихове още като ученик и сътрудничи на вестник „Времеа“ и после с „Евентимул диа“.
През 1942 г. се записва във Факултета по изкуствата на университета в Букурещ. С избухването на Втората световна война в продължение на две години служи на фронта в Кралската румънска армия като радиотелеграфист. След демобилизацията работи като библиотекар в Общата библиотека на Кралската румънска армия. Паралелно продължава следването си и през 1946 г. завършва с диплома по литература и философия.
След дипломирането си работи в Букурещ като редактор във „Veac nou“ в периода 1946 – 1956 г. и във вестник „Gazeta literară“ в периода 1956 – 1959 г. В периода 1963 – 1968 г. работи в Букурещката народна камара за търговия с методическо изкуство и от 1970 г. е преподавател в Центъра на книгата в Букурещ.
Прави първите си публикации през 1941 г. Първата му стихосбирка „Rime“ (Рими) е издадена през 1957 г. Първата му книга с проза е пътеписът му за Кавказ „Aspecte din literatura rusă“ (Страната между снеговете и портокалите) от 1951 г., а първата му документална книга е „Aspecte din literatura rusă“ (Аспекти на руската литература) е от 1951 г. През 1956 г. прави превод на епичната поема от 7000 стиха на поета Шота Руставели – „Витязът в тигрова кожа“.
Първият му и най-известен роман „Вълшебният кораб“ е издаден през 1961 г. Изхождайки от научни данни, древни митове и ръкописи на различни народи, съвременни хипотези и материали от многобройни трудове по палеоастронавтика, той представя увлекателна романтична история за Атлантида.
Като изследовател на загадките на историята и палеоастронавтиката е публикувана през 1971 г. книгата му „Enigmele miturilor astrale“ (Енигмите на астралните митове). Следват книгите му „Miturile esenţiale“ (Основните митове) от 1978 г. и „Dicţionarul de mitologie generală“ (Речник на общата митология) от 1983 г. През 1984 г. в книгата си „Biserica în involuţie“ (Църквата в инволюция), с работно заглавие „Църквата в сферата на мита“, изследва религиозният феномен от времева гледна точка. През 1994 г. е издадена книгата му „Митичната вселена на румънците“.
Виктор Кернбах умира от инфаркт на 16 февруари 1995 г. в Букурещ.
През 2018 г. посмъртно е удостоен с Ордена на Честта на Грузия от Президента на Грузия за преводаческата му дейност и популяризирането на културата на Грузия.

## Произведения

### Самостоятелни романи
- Luntrea sublimă (1961)
Вълшебният кораб, изд.: „Народна култура“, София (1963), прев. Нисим Меламед
- Vantul de miercuri (1968)
- Umbra timpului (1966)

### Сборници
- Povestiri ciudate (1967)
- Vacanţele secrete – Pseudobasme (1987)

### Поезия
- Rime (1957)
- Freamăt galactic (1966)
- Tabla de oricalc (1971)

### Разкази
- Trubadurul 0114 X K 13 (1965)
- Dimensiunea a cincea (1967)
- Enoh pleacă la cer (1967)
- Evantaiul destinelor (1967)
- Nemaipomenita homeopatie (1967)
- Oglinzile paralele (1967)
- Omul și tăcerea (1967)
- Triunghiul echilateral a orbit (1967)
- Un derbedeu în cronospațiu (1967)
Безделник пътува във времето, изд. сп. „Наука и техника“ (1987), прев. Александър Хрусанов
- Un salt pe candelabru (1967)
- Ciudatele migrații (1967)
- Dacă totuși noaptea... (1967)
- Paradoxul dublurii (1973)
- Cînd sus (1974)
- La fée (1975)
- Dar ce este universul (1985)
- Cea mai bună dintre lumile imposibile (1987)
- Vacanțele secrete (1987)

### Документалистика
- Aspecte din literatura rusă (1951)
- Ţara dintre zăpezi şi portocali – ecouri dintr-un itinerar caucazian (1958) – пътепис
- Lumini pe strada mare (1963)
- Enigmele miturilor astrale (1970)
- Sensul enigmelor în evoluţia concentrica a cunoaşterii (1973)
- Miturile esenţiale (1978)
- Dicţionarul de mitologie generală (1983)
- Biserica în involuţie (1984)
- Universul mitic al românilor (1994)
- Mit. Mitogeneză. Mitosferă (1995)
- Penumbra dedicaţiilor (1997) – мемоари

### Преводи (частично)
- Шота Руставели, „Витязът в тигрова кожа“ (1956)
- Николоз Бараташвили, „Лирика“ (1962)
- Константин Гамсахурдия, „Ръката на великия учител“ (1963)
- Хърбърт Уелс, „Храната на боговете“ (1964)
- Хърбърт Уелс, „Кристално яйце“ (1965)
- Исак Бабел, „Кавалерията“ (1965)